# Limnocythere bradburyi
Limnocythere bradburyi är en kräftdjursart som beskrevs av Forester 1985. Limnocythere bradburyi ingår i släktet Limnocythere och familjen Limnocytheridae. Inga underarter finns listade i Catalogue of Life.